# Ульоа Элиас, Мануэль
Мануэль Ульоа Элиас (исп. Manuel Ulloa Elías; 12 ноября 1922, Лима, Перу — 9 августа 1992, Мадрид, Испания) — перуанский политик, председатель Совета министров Перу (1980—1982).

## Биография
Родился в семье известного перуанского юриста и дипломата (позже недолго занимавшего пост министра иностранных дел), профессора, сенатора и посла Альберто Ульоа Сотомайора. В 1938-1939 путешествовал по Европе. В 1947 году окончил юридический факультет Университета Сан-Маркос. Работал в туристическом подразделении компании Grace House в Лиме (1940—1956), а затем — в головном офисе в Нью-Йорке (1957—1961). Впоследствии работал в ряде торгово-инвестиционных компаний: в Deltec Investment Development прошёл карьерный путь до поста вице-президента, а в Deltec Banking Corporation — до президента; являлся вице-президентом Frederick Hatch and Co. и президентом Yale Río Doce Trading Co.
С 1965 был владельцем газет Expreso и Extra. В 1969 участвовал в основании латиноамериканского информационного агентства, связанного с Reuters, но в основном состоявшего из латиноамериканских издателей. Ушёл с поста председателя правления Национального издательства 2 января 1970, поскольку изданный военными властями Декрет-закон 18075 устанавливал, что любое лицо, проживающее за пределами страны в течение шести месяцев в году, не может занимать руководящие должности в средствах массовой информации страны.
В политике являлся сторонником президента Фернандо Белаунде Терри, либерала и центриста. В июне-октябре 1968 года занимал должность министра экономики, финансов и торговли в его правление при премьер-министре Освальдо Эрсельесе Гарсии. На этом посту столкнулся с последствиями бюджетно-финансового кризиса сентября 1967 года, приведшему к резкой девальвации национальной валюты. Разработал проект реформ, включавший заключение соглашения с США, способствование притоку иностранного капитала, расширение операций с иностранной валютой для развития промышленности, стимулирование экспорта, ускорение земельной реформы, а также налоговую реформу (подоходный налог взимался наличными, повысились ставки налога на доходы физических лиц и установлен прямой налог на собственный капитал) и ограничение иностранного капитала в финансовой системе страны. В качестве антикризисных мер было принято решение об установлении государственного или частного национального капитала над стратегическими отраслями экономики страны. Однако данный проект был остановлен после военного переворота 3 октября 1968, который возглавил генерал Хуан Веласко Альварадо, начавший процесс структурных реформ во всех сферах жизни страны.
Ульоа Элиас был выслан в Аргентину. Затем переехал в Испанию, но вскоре вернулся в Перу (1977), став секретарём партии «Народное действие», победившей на парламентских выборах 1980 года, как и её глава Фернандо Белаунде Терри на президентских. В том же году воссоздал свой издательский холдинг.
В 1980—1982 — председатель Совета министров, министр экономики и финансов. Проводил умеренно-либеральную политику, однако столкнулся с ростом инфляции и кризисом в экономике, что привело к необходимости периодических девальваций перуанского соля. В целом это был период стагнации и перманентного инфляционного кризиса.
В 1980—1992 избирался членом Сената, в том числе председателем Сената с июля 1984 по июль 1985.
Увлекался искусством, имел большую коллекцию живописи и скульптуры. Являлся членом международного совета Музея современного искусства в Нью-Йорке, основателем художественной галереи Латинской Америки в Мадриде, основателем галереи Лимы и президентом Института современного искусства (1966—1980).
В августе 1992, находясь в Мадриде, у него случился респираторный кризис, затем его положили для лечения рака. Умер 9 августа 1992 года. 

## Личная жизнь
Его первой женой в 1947 была Кармен Гарсия Элмор, дочери генерального менеджера крупной американской химической фирмы W. R. Grace and Company, племяннице известного в Перу писателя.
Его второй женой с 1956 была бельгийка Надин ван Пеборг, а третьей (с 1978) — Исабель Сорракин-и-де-Корраль, маркиза Мариньо, разведённая жена Висенте Сарториуса-и-Кабеса де Вака, 4-го маркиза Мариньо (позже развелись).
Наконец, в 1987 он женился в 4-й раз, в Нью-Йорке, на принцессе Югославии Елизавете (род. 1936). Они расстались в 1989 году, но не развелись, поэтому она стала его вдовой. С 1990 по 1992 у него были близкие отношения с перуанской писательницей и светской львицей Маки Миро Кесада.
В браке с Надин ван Пеборг было двое сыновей (младший, Фернандо, молодым погиб в автоаварии, старший, Мануэль, был бизнесменом и умер в 2010)